# Yang Junxuan
Yang Junxuan (født 2002) er en kinesisk svømmer.
Hun repræsenterede Kina ved sommer-OL 2020 i Tokyo med 4×200 meter fri stafethold, der vandt guldmedaljen.
Hun repræsenterede sit land ved sommer-OL 2024 i Paris i 4×100 meter medley stafet mixed, hvor holdet vandt sølvmedaljen. Hun deltog også i 4 × 100 meter medleystafet i forsøgsheatet, hvor holdet vandt bronzemedaljen.